# Rubén Cantú
Rubén Cantú ist ein Corregimiento des Bezirks Santa Fe in der Provinz Veraguas in Panama. Bei der Volkszählung im Jahr 2023 hatte es 1025 Einwohner. Das Corregimiento erstreckt sich über eine Fläche von 103,5 km².
Das Corregimiento wurde durch Gesetz Nr. 37 vom 24. Juni 2008 geschaffen.

## Bevölkerung
Die folgende Tabelle zeigt die Bevölkerung des Corregimientos Rubén Cantú, wie es in den Volkszählungen 2010 und 2023 erfasst wurde.
| Jahr         | 2010 | 2023 |
| ------------ | ---- | ---- |
| Einwohner    | 1160 | 1025 |
| davon Männer | 680  | 592  |
| davon Frauen | 480  | 433  |

## Orte
Im Corregimiento Rubén Cantú befinden sich folgende Orte:
- Alto Corona
- Alto de Valle Alegre
- Beteguí
- Caña Blanca
- Chichical
- Chorrillito
- Cinco Cerros o Los Cerritos
- El Calabacito
- El Comuncito
- El Común
- El Guanábano
- El Hinojal
- El Juncal
- El Junquito
- El Manzanillo
- El Palmarito
- El Pedregoso
- El Trimpinal
- Espavé
- Guabito
- La Azulita
- La Ciénaga
- La Evidencia
- La Isleta No.1
- La Montañuela Abajo o La Montaña Abajo
- La Montañuela Arriba o La Montaña Arriba
- La Pacora
- La Peña
- La Pita o El Aguacate
- La Sabaneta
- La Tiburcia
- Las Minitas
- Las Peñitas
- Loma del Medio
- Los Santana
- Palo Verde
- Pescara
- Sabaneta de Pescara